# 17712 Фатервілльям
17712 Фатервілльям  (17712 Fatherwilliam) — астероїд головного поясу, відкритий 19 листопада 1997 року.
Тіссеранів параметр щодо Юпітера — 3,605.